# Gara per il peperoncino più piccante

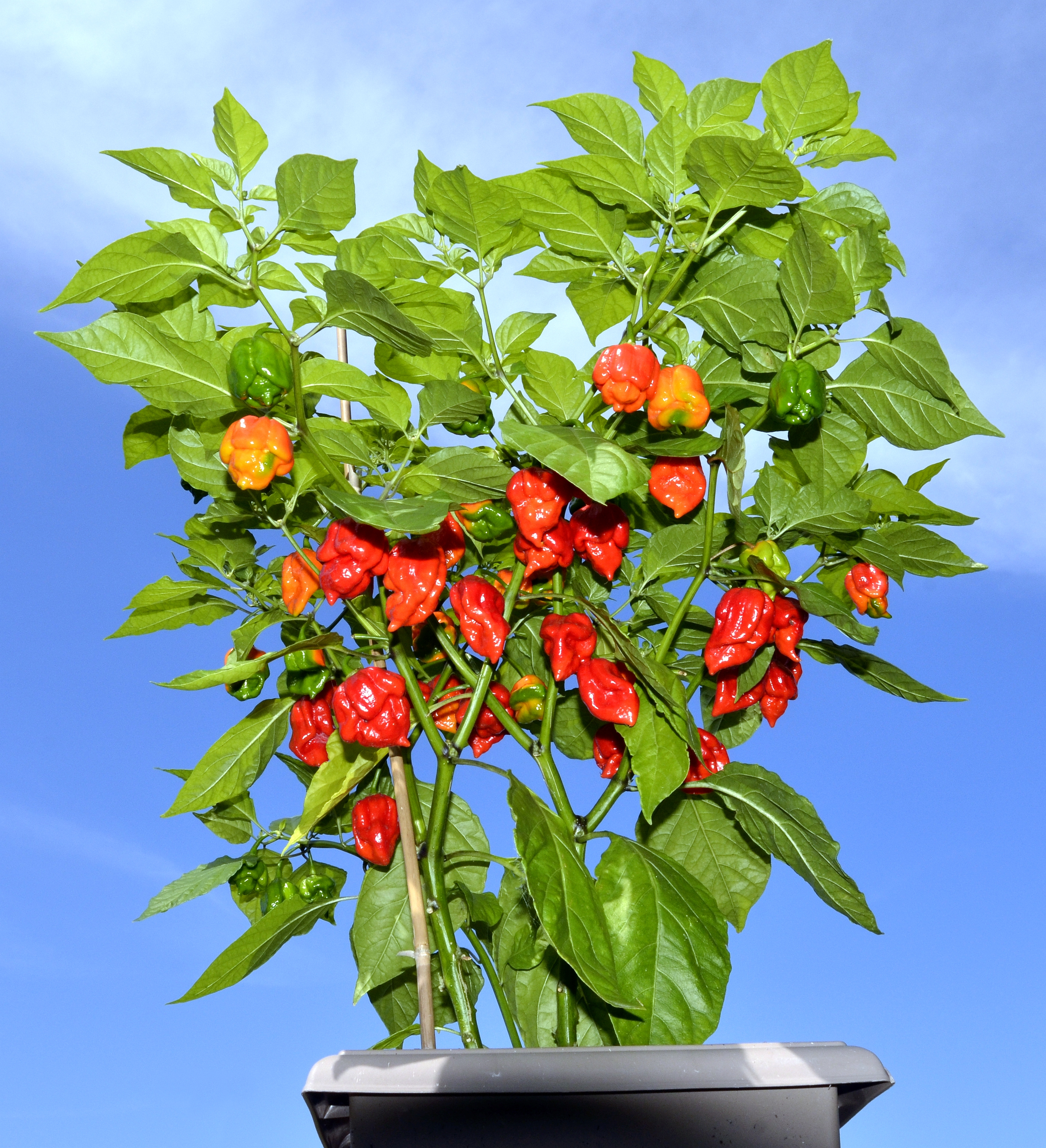
Pianta di Carolina Reaper

La Gara per il peperoncino più piccante è una competizione informale che si è venuta a creare all'inizio degli anni novanta del XX secolo negli Stati Uniti, nel Regno Unito e in Australia tra i coltivatori di peperoncino per ottenere piante di peperoncini sempre più piccanti, fino a raggiungere e superare un grado di piccantezza di oltre 1.000.000 di SHU della Scala di Scoville.

## Storia
Agli albori del 1990 solo due peperoncini, lo Scotch bonnet e l'habanero, superavano gli oltre 350000 SHU. Nel 1994 il contadino californiano Frank Garcia usando uno sport di habanero sviluppò una nuova cultivar, la Red Savina che registrò 570000 SHU. A quel tempo, la Red Savina era considerata la pianta con grado di piccantezza più alto. 
Nel 2001 Paul Bosland, un ricercatore al Chile Pepper Institute (Istituto del peperoncino) alla New Mexico State University, visitò l'India per raccogliere campioni di Bhut jolokia, chiamato anche il peperoncino fantasma o Naga king chili, che tradizionalmente cresce in Assam, in India, dove l'esercito indiano stava già attuando ricerche per un impiego come arma non letale. Quando Bosland ha testato il peperoncino, ha scoperto che misurava oltre 1 milione di SHU. Secondo Bosland, "una volta fatto questo, si sono spalancate nuove porte".
Nel 1994 viene nominato il peperoncino più piccante al mondo ed entra nel Guinness dei primati Nel 2006 Lo diventa il Dorset Naga. Nel 2007 viene insignito il Bhut jolokia. Nel 2011 arriva in cima l'Infinity, poi il Naga Viper, ed infine il Trinidad Scorpion Butch T. Nel 2012, l'Istituto del peperoncino dichiara che il Trinidad Moruga scorpion è il più piccante al mondo, con una misurazione di 2 milioni di SHU, ed è anche il primo peperoncino a raggiungere quella soglia. Nel 2013 viene superato dal Carolina reaper.
Molte delle cultivar sviluppate nel tentativo di produrre peperoncini sempre più piccanti sono ibridi di peperoncini tradizionali coltivati in India e a Trinidad. Restarono coltivazioni praticamente sconosciute negli US, fino al 2013.

## Peperoncini più piccanti
I nuovi peperoncini sono stati definiti "super piccanti". I super piccanti sono classificati come peperoncini, il cui livello di piccantezza supera 1.000.000 di SHU nella scala di Scoville.
Nel 2015, Bosland e il team, utilizzando la microscopia a fluorescenza hanno scoperto che mentre la maggior parte dei peperoncini immagazzinano la capsaicina principalmente nel loro midollo, i super piccanti tendono a conservare tanta capsaicina nella polpa quanta nel midollo. Mentre per la maggior parte dei peperoncini rimuovere il midollo e i semi, significa rimuovere quasi totalmente il piccante, questo non vale per i super piccanti. I super piccanti non solo hanno un livello di capsaicina più elevato ma la conservano diversamente. Nel loro resoconto, Bosland e il suo team parlano di «una scoperta innovativa, i peperoncini super piccanti hanno sviluppato vescicole accessoriali sul tessuto pericarpo, in aggiunta alle vescicole sul tessuto placentare. Portando cosi queste piante ad avere un valore sulla scala Scoville estremamente alto.»
Teoricamente il livello più alto che un super piccante può raggiungere é 16 milioni SHU, pari a quello della capsaicina pura. I super piccanti solitamente non superano questo numero, poiché in ogni frutto possibile, la quantità di capsaicina verrebbe diluita dai tessuti delle altre piante. Nel 2016, Bosland suppose che un peperone potesse arrivare a 3-4 milioni SHU. I super piccanti devono essere maneggiati con guanti e usando una protezione per gli occhi, poiché il contatto con un solo seme può causare irritazioni alla pelle che si manifesteranno come ustioni da peperoncino.

## Impatto
Secondo Bosland, i primati sono "principalmente di interesse pubblicitario per i fornitori di salse". A partire dal 2013 le industrie che si occupavano della produzione e vendita delle salse piccanti erano tra le industrie in più rapida crescita negli Stati Uniti, per un valore stimato di un miliardo di dollari. I produttori "vendono più barattoli di salsa, se sull'etichetta vi è il nome di un peperoncino di fama mondiale". Essere abili nel reclamare il primato può decidere le sorti del prodotto. Il creatore del peperoncino Naga Viper, che ha ottenuto il primato per un breve periodo nel 2011, ha guadagnato 40.000 dollari in un mese dalle vendite di semi e salse. Il creatore del Trinidad Moruga Scorpion, che ha ottenuto il primato nel 2012, ha guadagnato 10.000 dollari in due giorni vendendo semi.

## Detentori dei record e contendenti
Tra il 2007 e il 2012, il Guinness dei primati ha ricevuto 25 richieste di peperoncino più piccante al mondo. A partire dal 2019 Guinness mette al primo posto il Carolina Reaper.
| Cultivar                  | Immagine | Specie di Capsicum          | Coltivatore                | Nazione              | unità di Scoville | Guinness Data del record |
| ------------------------- | -------- | --------------------------- | -------------------------- | -------------------- | ----------------- | ------------------------ |
| Dorset Naga               |          | C. chinense                 | Joy and Michael Michaud    | UK                   | 1.201.000         |                          |
| Komodo Dragon             |          | sconosciuta                 | Salvatore Genovese         | UK                   | 1.400.000         |                          |
| Chocolate 7-pot           |          | C. chinense                 | Landrace                   | Trinidad             | 1.800.000         |                          |
| Armageddon                |          | sconosciuta                 | Salvatore Genovese         | UK                   | 1.300.000         |                          |
| Pepper X                  |          | C. chinense                 | Ed Currie                  | US                   | 3.180.000         |                          |
| Carolina reaper           |          | C. chinense                 | Ed Currie                  | US                   | 1.569.300         | 2013                     |
| Trinidad Moruga scorpion  |          | C. chinense                 | Landrace                   | Trinidad             | 1.200.000         | 2012                     |
| Trinidad Scorpion Butch T |          | C. chinense                 | Butch Taylor Marcel de Wit | US Australia         | 1.463.700         | 2011                     |
| Naga Viper                |          | C. chinense × C. frutescens | Gerald Fowler              | UK                   | 1.382.000         | 2011                     |
| Infinity                  |          | C. chinense                 | Nick Woods                 | UK                   | 1.176.182         | 2011                     |
| Bhut Jolokia              |          | C. chinense × C. frutescens | Landrace                   | India                | 1.001.000         | 2007                     |
| Dragon's Breath           |          | C. chinense                 | Neal Price                 | UK                   | 2.400.000         |                          |
| Naga Morich               |          | C. chinense                 | Landrace                   | India and Bangladesh | 1.000.000         |                          |
| 7 Pot Douglah             |          | sconosciuta                 | sconosciuta                | sconosciuta          | 1.853.936         |                          |
| Red Savina                |          | C. chinense                 | Frank Garcia               | US                   | 570.000           | 1994                     |